# SAS Norge

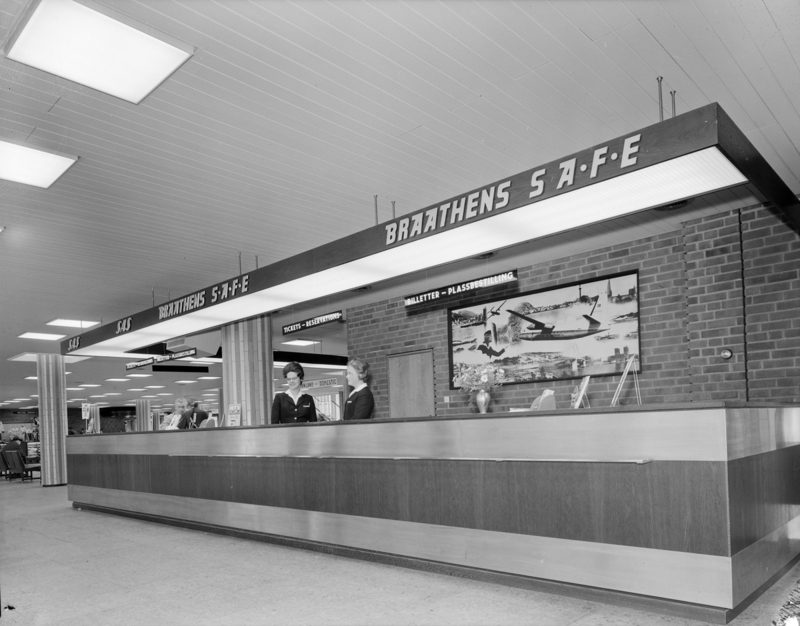
Punkt sprzedaży biletów Braathens SAFE na lotnisku Oslo-Fornebu, 1965 rok

SAS Norge (hist. Braathens S.A.F.E., Braathens, SAS Braathens) – nieistniejąca norweska linia lotnicza.
Założona w 1946  jako Braathens S.A.F.E. (Braathens South American & Far East Air Transport A/S) z bazą w Oslo-Fornebu, przejęta przez linie Norwegian w 1993. W 1998 zmieniła nazwę na Braathens (Braathens ASA) i główną bazę na Oslo-Gardermoen. 31 marca 2004 firma zakończyła działalność.